# Budislav Vukas
Budislav Vukas (* 1. Januar 1938 in Rijeka; † 30. März 2023 in Zagreb) war ein kroatischer Jurist und Professor. Er gehörte von 1996 bis 2005 dem Internationalen Seegerichtshof an und war von 2002 bis 2005 dessen Vizepräsident.

## Leben
Nach seinem Studium an der Universität Zagreb und der Haager Akademie für Völkerrecht promovierte Vukas 1974 im Völkerrecht zum Doktor der Rechte. Ab 1977 lehrte er als Professor an der Universität Zagreb und nahm zahlreiche Gastprofessuren wahr. Zudem war er mehrfach Berater des Umweltprogramms der Vereinten Nationen und nahm an der Dritten UN-Seerechtskonferenz teil. Als Gründungsmitglied war er wesentlich am Aufbau der Association internationale du Droit de la mer beteiligt. Im Fall Application of the Convention on the Prevention and Punishment of the Crime of Genocide vor dem Internationalen Gerichtshof war er als von Kroatien nominierter Ad-hoc-Richter tätig. Im Fall Application of the Interim Accord of 13 September 1995 war er von Mazedonien ebenfalls als Ad-hoc-Richter ausgewählt worden.

## Publikationen (Auswahl)
- The Law of the Sea: Selected Writings. Nijhoff, Leiden 2004, ISBN 90-04-13863-3.
- Humanitarian Intervention and International Responsibility. In: Maurizio Ragazzi (Hrsg.): International Responsibility Today: Essays in Memory of Oscar Schachter. Nijhoff, Leiden 2005, ISBN 90-04-14434-X, S. 235–240.
- A Quarter of a Century after UNCLOS III: A Personal Recollection. In: Marcelo G. Kohen (Hrsg.): Promoting justice, Human Rights and Conflict Resolution through International Law: Liber amicorum Lucius Caflisch. Nijhoff, Leiden 2007, ISBN 90-04-15383-7, S. 799.
- Some Provisions of the Statute of the International Court of Justice which Deserve Amendments. In: Sienho Yee (Hrsg.): Multiculturalism and International Law: Essays in Honour of Edward McWhinney. Nijhoff, Leiden 2009, ISBN 978-90-04-17471-9, S. 277.